# 高橋恒厳

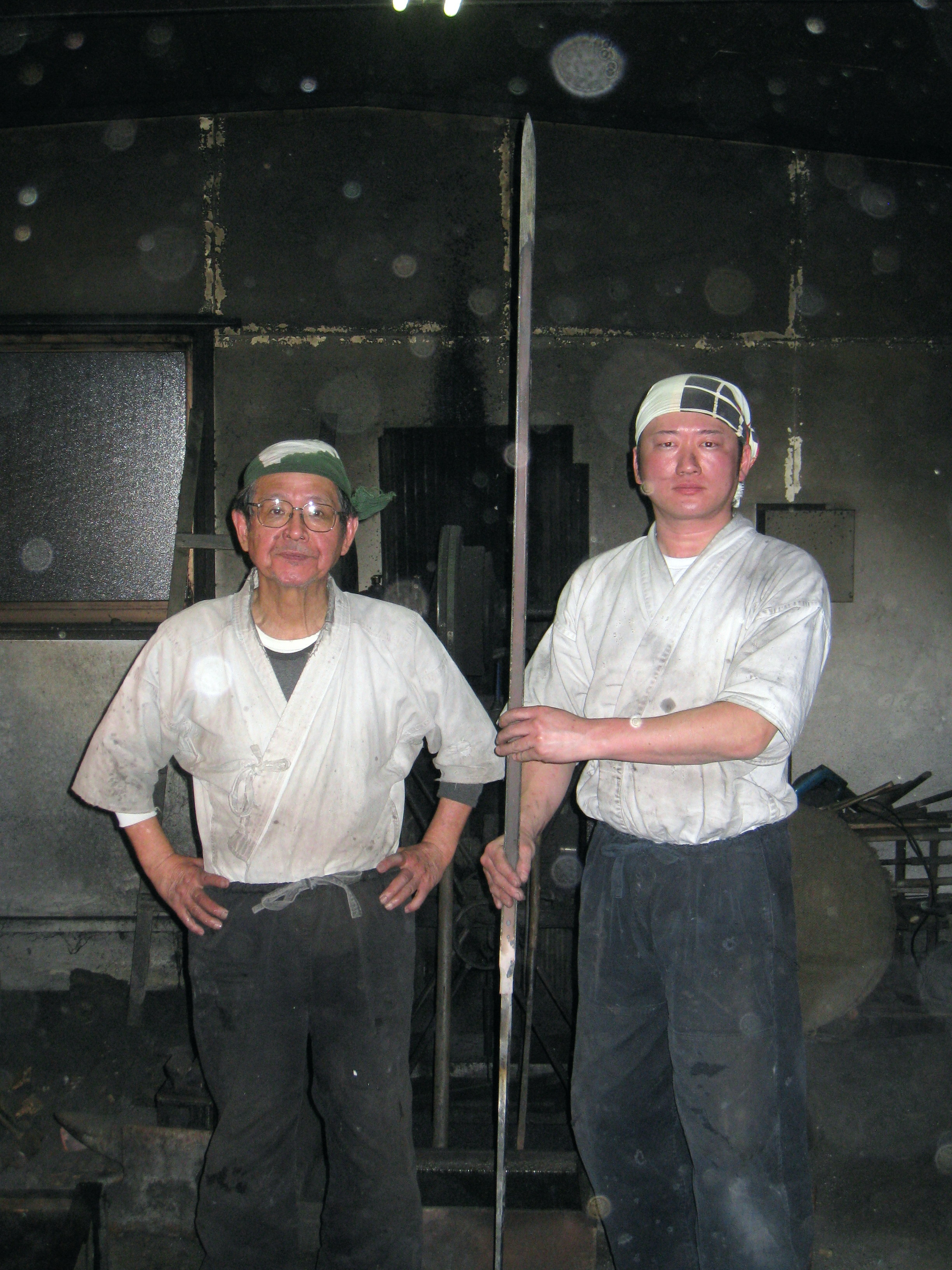
御手杵の写しを制作する高橋恒厳（右）と上林恒平（左）

高橋 恒厳（たかはし つねよし、昭和52年（1977年） - ）は、群馬県前橋市出身の刀工。

## 人物
平成10年（1998年）より山形県の上林恒平刀匠に師事する。平成22年（2010年）に独立し、赤城山麓の前橋富士見町に鍛刀場を設けた。同じ群馬の工藤将成、石田國壽と共に、刀工の上州三羽烏と称されている。

## 略歴
- 昭和52年（1977年）、群馬県前橋市に生れる。
- 平成10年（1998年）、山形市長谷堂の上林恒平に弟子入り。
- 平成15年（2003年）、文化庁から作刀承認を受ける。
- 平成22年（2010年）、前橋市富士見町に鍛刀場を開く。
- 平成27年（2015年）、日本美術刀剣保存協会新作名刀展で特賞（協会会長賞）を受賞する。
- 平成30年（2018年）、日本美術刀剣保存協会現代刀職展で特賞（協会会長賞）を受賞する。
- 令和元年 （2019年)  、日本美術刀剣保存協会現代刀職展で特賞（協会会長賞）を受賞する。
- 令和２年 （2020年)  、日本美術刀剣保存協会現代刀職展で特賞（薫山賞）を受賞する。
- 令和４年 （2022年）、日本美術刀剣保存協会現代刀職展（太刀・刀・脇差・薙刀・槍の部）で特賞（寒山賞）を受賞する。
- 令和４年 （2022年）、日本美術刀剣保存協会現代刀職展（短刀・剣の部）で特賞（薫山賞）を受賞する。
- 令和５年 （2023年）、日本美術刀剣保存協会現代刀職展（短刀・剣の部）で特賞（薫山賞）を受賞する。